# 吳敬晨
吳敬晨（1983年8月26日—），暱稱Polo，曾經是台灣電子競技聯盟（TeSL）的職業正式比賽遊戲項目《SF Online》中著名的狙擊手，曾隸屬於華義Spider職業電子競技隊，為該隊五名創隊元老成員之一，其團隊連續獲得兩屆SF台灣世界盃冠軍的頭銜。於2010-11年賽季結束後退休，轉任華義Spider隊經理，2014年加入台北暗殺星，2016年離開後加入ahq电子竞技俱乐部。

## 職業生涯
出生於台北市。2004年獲選為WCG台灣CS代表隊隊員，參加2004年WCG世界電玩大賽，但以1:16落敗。2007年，獲得《SF第一屆網咖盟主盃》冠軍。同年7月加入華義Spider，成為華義SF團隊五名元老成員之一，以Polo為暱稱正式成為職業選手。
2008年7月25日，於聯盟開幕戰時初次出賽職業賽，對手為電競狼。2008年10月，代表華義Spider獲得首屆台灣職業電競聯賽總冠軍，並榮獲「最佳SF狙擊手」的個人獎。11月，代表台灣華義Spider參與第三屆SF Online世界盃SF世界盃，並獲得冠軍。2009年5月，代表台灣華義Spider參與ESWC亞洲大師盃SF項目，但最後因故沒有名次。
2009年9月，因所屬SF團隊誤用未開放之道具入場，只遭聯盟處以警告一次。11月，代表華義Spider於台大體育館連續兩屆獲得2009台灣職業電競超級聯賽與第四屆SF Online世界盃的總冠軍。2010年3月，代表華義Spider參與2010台韓職業電競國際聯賽，為隊伍取得一勝七敗的成績。
2011年1月，第3度參加TeSL總冠軍賽，結果輸給橘子熊未能三連霸。於電競4年開賽前引退，轉任華義Spider隊經理，並入選華義Spider名人堂。
2014年3月3日，台北暗殺星(TPA)正式宣布Polo成為戰隊隊經理。
2016年離開台北暗殺星，於年底加入ahq电子竞技俱乐部擔任遊戲經紀總監

## 業外活動
吳敬晨在台灣電競聯盟2009年主題曲《大暴走》中和Color以及多名選手擔任共同演唱。他為母公司華義代言《SF Online》的《龍之魂 PSG-1》。

## 所使用的帳號
| 帳號          | 時期                  | 使用年度  |
|               | 業餘（SF Online）時期 |           |
| W.Spider_Polo | 華義Spider時期        | 2008-2011 |

## 生涯成績
- TeSL例行賽

| 年度    | 所屬隊伍   | 位置   | 出賽 | 殺敵 | 陣亡 | 助攻 | K/D  | 連殺 | 連殺 | 連殺 | 連殺 | 爆頭 | 手榴彈 | 手槍 | 刺刀 |
| 年度    | 所屬隊伍   | 位置   | 出賽 | 殺敵 | 陣亡 | 助攻 | K/D  | 2    | 3    | 4    | 5    | 爆頭 | 手榴彈 | 手槍 | 刺刀 |
| ------- | ---------- | ------ | ---- | ---- | ---- | ---- | ---- | ---- | ---- | ---- | ---- | ---- | ------ | ---- | ---- |
| 2008    | 華義Spider | 狙擊手 |      |      |      |      |      |      |      |      |      |      |        |      |      |
| 2009    | 華義Spider | 狙擊手 | 42   | 322  | 266  | -    | 1.21 | 69   | 12   | 1    | 2    | 24   | 15     | 14   | 0    |
| 2010-11 | 華義Spider | 狙擊手 | 28   | 207  | 230  | 56   | 0.90 | 43   | 10   | 1    | 0    | 19   | 11     | 16   | 0    |
| 總計    | 總計       | 總計   | 70   | 529  | 496  | 56   | 1.07 | 112  | 22   | 2    | 2    | 43   | 26     | 30   | 0    |

資料來源：台灣電子競技聯盟

## 個人經歷
- 空中大學
- 《Pad.Bear》業餘SF Online戰隊
- 2004年WCG台灣CS代表隊
- 第一、三、四、五屆SF世界杯國手
- 華義Spider《SF Online》團隊隊長兼狙擊手（2008—2011）
- 華義Spider隊經理（2011-2014）
- 台北暗殺星隊經理（2014-2016）
- ahq电子竞技俱乐部（2016-）

## 個人獎項
- 2001、2002 亞太盃名人邀請賽冠軍
- 2007 SF第一屆網咖盟主盃 冠軍
- TeSL年度總冠軍：2次（2008、2009）
- TeSL《SF Online》最佳狙擊手：1次(2008)
- TeSL季冠軍賽MVP：1次（2010-11上半季）
- SF世界盃冠軍：2次（第三、四屆）

## 參照
- 台灣電子競技聯盟
- 華義Spider
- 2010台韓職業電競國際聯賽
- SF Online

## 外部連結
- 台灣電子競技聯盟官網個人檔案
- 華義Spider官網個人檔案
- 壞小子打電玩學會三種外語(商業週刊1165期)（页面存档备份，存于）
- 《人物》電競硬漢的背後　華義SPIDER隊長Polo側寫
- 為了電競！前 FPS 國手 Polo 轉戰 Garena 電競戰隊擔任領隊